# Ronde van Lombardije 1953
De Ronde van Lombardije 1953 was de 47e editie van deze eendaagse Italiaanse wielerwedstrijd, en werd verreden op zondag 25 oktober 1953. Het parcours leidde van Milaan naar Milaan en ging over een afstand van 222 kilometer. De wedstrijd werd gewonnen door de Italiaan Bruno Landi in een sprint van een groep van elf renners.

## Uitslag
| Ronde van Lombardije 1953 |                  |                 |          |
| Plaats                    | Naam             | Ploeg           | Tijd     |
| Winnaar                   | Bruno Landi      | Fiorelli        | 6u01'50" |
| 2                         | Pino Cerami      | Peugeot-Dunlop  | z.t.     |
| 3                         | Pierre Molinéris | Fiorelli        | z.t.     |
| 4                         | Stan Ockers      | Peugeot-Dunlop  | z.t.     |
| 5                         | Angelo Conterno  | Frejus          | z.t.     |
| 6                         | Jan De Valck     | Garin-Wolber    | z.t.     |
| 7                         | Fiorenzo Magni   | Ganna-Rusus     | z.t.     |
| 8                         | Donato Zampini   | Benotto         | z.t.     |
| 9                         | Bruno Monti      | Arbos           | z.t.     |
| 10                        | Mino De Rossi    | Bianchi-Pirelli | z.t.     |

1905 · 1906 · 1907 · 1908 · 1909 · 1910 · 1911 · 1912 · 1913 · 1914 · 1915 · 1916 · 1917 · 1918 · 1919 · 1920 · 1921 · 1922 · 1923 · 1924 · 1925 · 1926 · 1927 · 1928 · 1929 · 1930 · 1931 · 1932 · 1933 · 1934 · 1935 · 1936 · 1937 · 1938 · 1939 · 1940 · 1941 · 1942 · 1943 · 1944 · 1945 · 1946 · 1947 · 1948 · 1949 · 1950 · 1951 · 1952 · 1953 · 1954 · 1955 · 1956 · 1957 · 1958 · 1959 · 1960 · 1961 · 1962 · 1963 · 1964 · 1965 · 1966 · 1967 · 1968 · 1969 · 1970 · 1971 · 1972 · 1973 · 1974 · 1975 · 1976 · 1977 · 1978 · 1979 · 1980 · 1981 · 1982 · 1983 · 1984 · 1985 · 1986 · 1987 · 1988 · 1989 · 1990 · 1991 · 1992 · 1993 · 1994 · 1995 · 1996 · 1997 · 1998 · 1999 · 2000 · 2001 · 2002 · 2003 · 2004 · 2005 · 2006 · 2007 · 2008 · 2009 · 2010 · 2011 · 2012 · 2013 · 2014 · 2015 · 2016 · 2017 · 2018 · 2019 · 2020 · 2021 · 2022 · 2023 · 2024 · 2025